# Бујдина бара
Бујдина бара је природно крашко језеро које се налази у близини села Суви До код Жагубице на североисточној падини планине Бељанице. Од Сувог Дола је удаљено 2 километара макадамским путем. Језеро воду добија од површинских падавина и нема површинских дотока, али је могуће да у оквиру језера постоји подземни прилив воде који се не може осматрати.
Језеро Бујдина бара приближно је округластог облика, пречника између 70 m и 85 m, односно површинe од 4.676,2 m2. Максимална измерена дубина језера је око 2 m (1,92 – 1,99 m). Дно језера је релативно уравњено и покривено слојем муља са већом површином дубине од преко 1,8 m у јужном делу језера, док се ка северу дно језера постепено издиже. Овакав однос дубине језера сагласан је са положајем „језерског басена“ у асиметричној заравњеној вртачи на падини Бељанице са стрмом јужном страном и мало нагнутом северном.
Бујдина бара је највероватније настала затварањем вододрживих седимената водопроходних шупљина у ерозивном крашком облику, односно вртачи. Овакав тип језера представља релативно ретку појаву на територији Србије, а поред Бујдине баре у красу северне Бељанице постоје још два оваква језера, Ђуриновац и Бачура.